# 李浩林
李浩林（英語：Derek Li Ho Lam，1973年5月29日—），原名李國泰，香港男演員兼節目主持，中學就讀聖保羅男女中學，中學畢業於Taft School，大學畢業於芝加哥西北大學（Northwestern University），主修舞台藝術，現為無綫電視基本藝人合約男藝員。李浩林亦是無綫電視司儀之一，曾主持《萬千星輝賀台慶》、《歡樂滿東華》等大型特備節目。

## 演出作品

### 電視劇（無綫電視）
- 2001年《情牽百子櫃》飾 谷一宵
- 2004年《廉政行動2004之短桩》 飾 張勉民
- 2005年《女人唔易做》飾 酒井先生
- 2010年《情人眼裏高一D》飾 蚊大人
- 2017年《溏心風暴3》飾 司儀

### 電影
- 1993年《晚九朝五》
- 1994年 《金枝玉葉》
- 1994年 《新同居時代》

### 節目主持（無綫電視）
翡翠台
- 1995年《好歌三點播》
- 2004年/2007年/2008年/2011年《歡樂滿東華》
- 2004年《萬千星輝賀台慶2004》
- 2005年《2005無綫節目巡禮》
- 2006年/2007年/2009年/2010年《國際中華小姐競選》
- 2006年/2011年/2013年《TVB全球華人新秀歌唱大賽》
- 2008年《TVB最受歡迎電視廣告大獎2008》
- 2010年《台中燈會-香港之夜》（與台灣TVBS共同製作，與浩角翔起、莎莎、陳芷菁共同主持）
- 2011年《萬千星輝賀台慶2011》
- 2014年《星和無線電視大獎2014》（TVB與星和聯合主辦）
- 2017年《藝術家年獎頒獎典禮》
- 2001年-2005年《娛樂大搜查》
- 2005年-2009年《東張西望》
- 2011年-2020年《今日VIP》
- 2019年《香港同胞慶祝中華人民共和國成立七十周年文藝晚會》
- 2021年《萬眾同心公益金》
- 2021年《2020東京奧運》

明珠台
- 1993年 《ZapRap》
- 2006年《Dolce Vita港生活·港享受》

TVB8
- 《火爆音樂空間》
- 《娛樂最前線》
- 《娛樂紅人館》

Channel [V]
- 《勁爆點》
- 《少年坊》

衛視中文台
- 1993年《美樂音樂橋頭堡》

新城
- 1994年《青春有心營》
- 1999年《越音樂越快樂》
- 2000年《國語力》

其他
- 2007年《CASH流行曲創作大賽》
- 2008年《舞動奇跡第二季》
- 2009年《澳門威尼斯人 2周年演唱會》
- 2008年/2009年《2009年亞洲電影大獎》
- 2011年《2011年全港運動會開幕典禮》
- 2014年《第9屆中國小姐大賽總決賽》《Up close with David Beckham》《壹基金壹起愛慈善夜》
- 2015年《成都遠洋太古里開幕》《Watches and Wonders》藝術東西聯展晚宴》
- 2016年《芭莎藝術玄如之夜》《武林群英會開幕禮》《國際時尚超模大賽亞洲區總決賽》《澳門特區政府國慶體藝匯演》《安永企業家獎中國頒獎典禮》《慶祝澳門特區成立17周年體藝匯演》《第一屆澳門國際影展暨頒獎典禮》
- 2017年《傑出領袖選舉頒獎典禮》《建軍大業香港澳門首映禮》
- 2018年《高鐵香港段開通儀式》（與陳芷菁一同擔任司儀，及經電視台新聞直播頻道中播出）

## 外部連結
- 李浩林 Derek Li - TVB藝人資料 - tvb.com （页面存档备份，存于）